# Girolamo Fantini
Pour les articles homonymes, voir Fantini.
Œuvres principales
- 2 « Imperiale » per sonare in Concerto (entrate)
- 8 Sonate per tromba e basso continuo

Répertoire
Trompette, Musique de bataille
Girolamo Fantini, né à Spolète, baptisé le 11 février 1600, et mort à Florence le 6 mai 1675 est un trompettiste et compositeur italien de la période baroque.

## Biographie
Peu de choses sont parvenues jusqu'à nous de la vie du « plus grand trompettiste d'Italie, » du XVIIe siècle.

Il est d'abord au service du cardinal Scipione Borghese († 1633) à Rome, entre le 20 février 1626 et septembre ou octobre 1630. En avril 1631, il est au poste de trompettiste à la cour du grand duc de Toscane Ferdinand II de Médicis (1621–1670) à Florence : les archives conservent un achat d'un instrument en argent et de sa custode qui lui est destiné, et des paiements annuels jusqu'en 1636. 

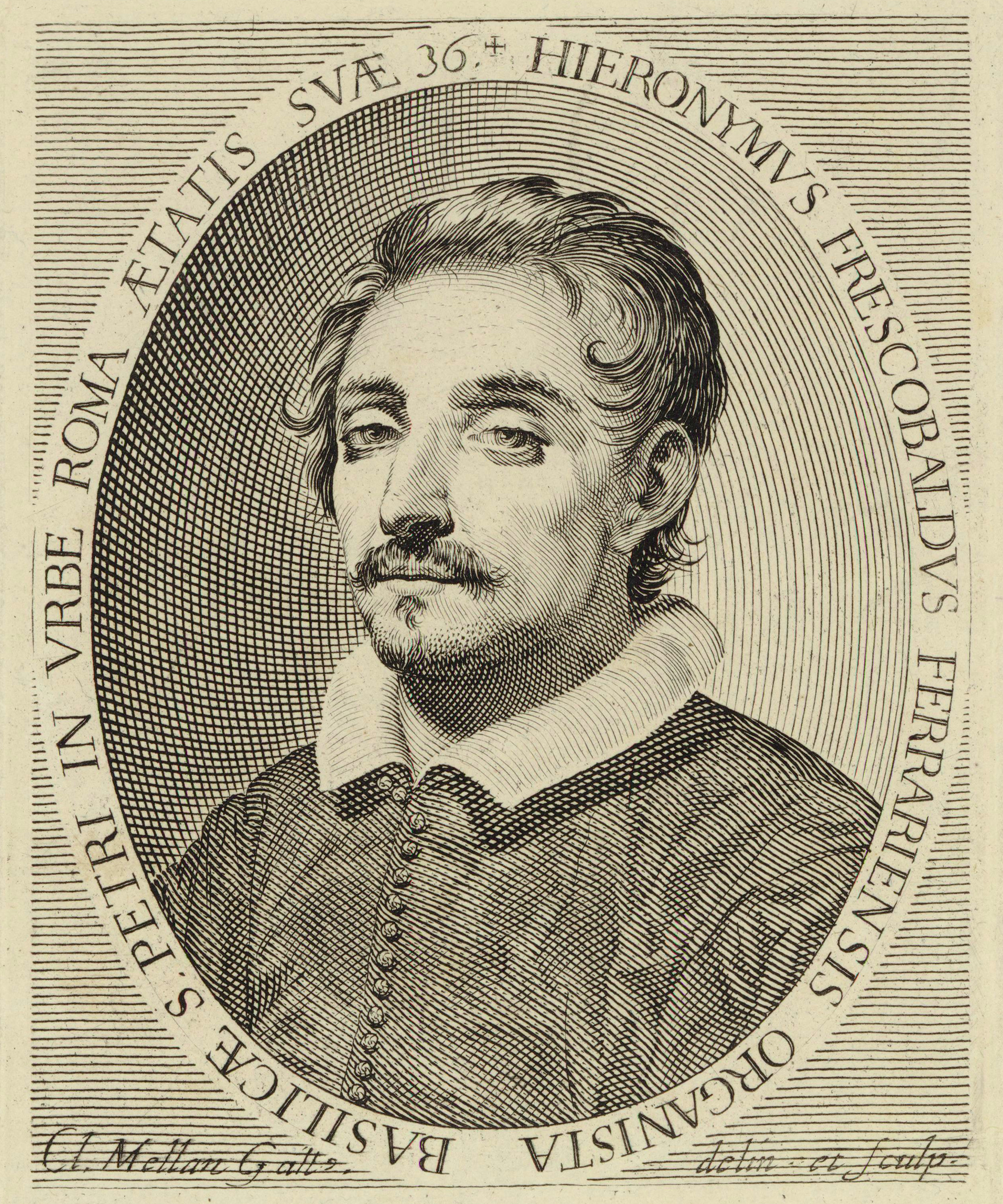
Frescobaldi (1583–1643).

Une autre date nous est parvenue : pendant l'été 1634, Fantini a donné un concert avec Girolamo Frescobaldi, l'organiste de la basilique Saint-Pierre de Rome. Pierre Michon Bourdelot, un médecin français attaché à François de Noailles, installé dans la cité pontificale (1634–38), était parmi le public. Quelque temps plus tard, il a décrit ses impressions dans une lettre à Marin Mersenne,, qu'il cite dans son ouvrage latin Harmonicorum Libri (1636) : « le concert était magnifique. Fantini a joué toute la gamme des notes [chromatiques] de la trompette qui se mêlaient aux notes de l'orgue, joué avec élégance par Frescobaldi, c'était remarquable ! » Il s'agit de la première trace d'une exécution trompette et orgue dans l'histoire. Bordelot, cité par Mersenne, ajoute : « les trompettes attachés au duc de Créqui, ambassadeur de Louis XIII à Rome, voulant l'imiter, ne faisait entendre que des sons rauques et confus. »
En 1638 est imprimée sa méthode de trompette avec une curieuse marque d'éditeur : « Francoforte » qui suggère un déplacement en Allemagne, notamment pour une cérémonie,  pour le couronnement de l'empereur Ferdinand III (1636) à Ratisbonne. Présence mise en doute par Conforzi, mais fortement probable selon Downey.
Une controverse est même apparue à la suite d'un article de Conforzi, Recent Additions to His Biography, interprétant un passage du texte latin de Mersenne, Harmonicorum Libri (1636), dont on retrouve la traduction et la reformulation en français, dans son Harmonie universelle. Conforzi soutenait que Fantini, selon Mersenne et Pierre Bordelot, faisait sonner avec sa trompette naturelle, des sons hors de la série harmonique. Peter Downey dans un autre article, répond précisément en relisant les textes de Mersenne.

## Méthode de trompette
Girolamo Fantini est connu pour sa méthode intitulée « Modo per imparare a sonare di Tromba » (1638) ou façon d'apprendre à sonner la trompette, qui est l'un des premiers, très important historiquement et pour l'évolution ultérieure de l'instrument. On ne dispose que de deux autres sources antérieures restées manuscrites : ceux de Heinrich Lübeck (1598) et Magnus Thomsen (1614), conservés à Copenhague.
Dans cette méthode, Fantini offre un précieux témoignage sur la musique jouée lors des cérémonies du début du XVIIe siècle, telles des sonneries d'instruments de cavalerie ou des signaux de guerre. Mais il écrit aussi des pièces musicales qui apparaissent pour la première fois dans le répertoire pour trompette : Balletti, danses, sonates accompagné par un continuo (généralement l'orgue). Cette innovation ouvre la voie à la tradition de la trompette baroque brillante et lumineuse du dix-huitième siècle.
Dans le Ricercata seconda « detta del Acciaioli », il oblige l'interprète à monter jusqu'à la seizième harmonique (le do) :

## Œuvres
- Aria detta la Truxes
- Balletti :
  - Balletto « detto del Gauotti »
  - Balletto « detto il Lunati » »
  - Balletto « detto la Squilletti »
- Brando « detto del Bianchi » »
- Brando « detto l'Albizi » »
- Capriccio « detto del Carducci »
- Corrente « detta del Riccardi »
- Entrate :

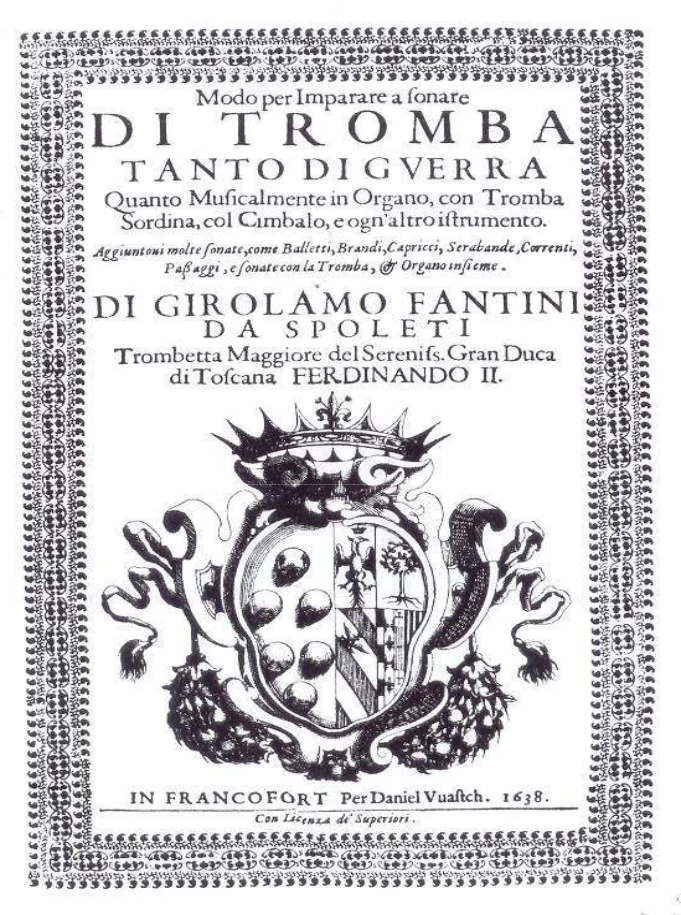
Page de titre de Modo per imparare a sonare di Tromba (« Francoforte » 1638).

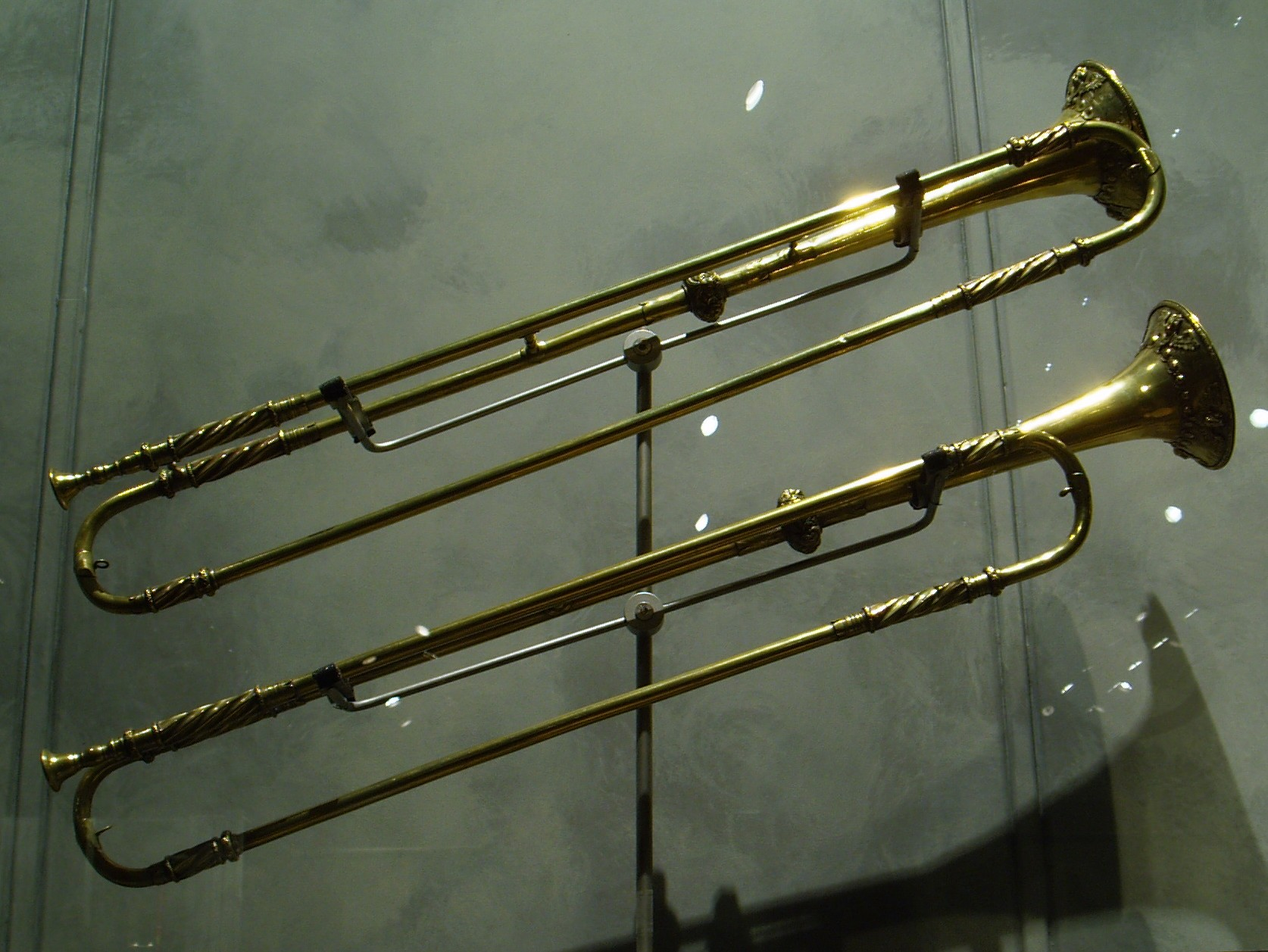
Trompettes baroques de Johann Wilhelm Haas, Nuremberg 1671. (Musée de la musique, Paris).

  - [Prima] Imperiale per sonare in Concerto [pour être joué par un ensemble]
  - Seconda Imperiale
- Galliarda « detta del Strozzi »
- Ricercata no 2 « detta del Acciaioli »
- Ricercata no 9 « detta del Castiglioni »
- Rotta
- Saltarello « detto del Naldi »
- Sarabanda « detta del Zozzi »
- Sonate
  - Sonata per 2 tromba « Detta del Gucciardini »
  - Sonata per tromba e basso continuo « detta del Capponi »
  - Sonata per tromba e basso continuo « detta del Monte »
  - Sonata per tromba e basso continuo « detta del Panicalora »
  - Sonata imperiale I
  - Sonata imperiale II
- 8 Sonate per tromba e basso continuo (Francfort, 1638[22]). Dédicacé au duc de Toscane, Ferdinand II.
  1. Sonata no 1 « detta del Colloreto »
  2. Sonata no 2 « detta del Gonzaga ». Il s'agit d'Éléonore de Gonzague, l'épouse de Ferdinand II depuis 1622.
  3. Sonata no 3 « detta del Niccolini »
  4. Sonata no 4 « detta del Saracinelli »
  5. Sonata no 5 « detta dell'Adimari »
  6. Sonata no 6 « detta del Morone »
  7. Sonata no 7 « detta del Vitelli »
  8. Sonata no 8 « detta del Nero »

## Discographie
Peu d'enregistrements existent dont le programme soit entièrement consacré à Fantini. Les disques se limitent à une pièce isolée, notamment les brillantes sonneries d'une entrada. Les interprètes, Gabriele Cassone et Igino Conforzi, sont présents aussi dans la bibliographie et d'autres chercheurs comme Peter Downey ont aussi enregistré quelques œuvres. Le dernier disque est un récital consacré à la trompette baroque italienne, dont quatre pièces de Fantini, soit huit minutes environ.
- Girolamo Fantini, Sonates pour trompette et orgue, Toccatas : Balleto detto il Lunati, Balletto detti la Squilletti, Brando detto I’Albizi, Corrente belle Staccoli, Sonata Imperiale I, Sonata Imperiale II, Sonata a due detta del Gucciardini, Saltarello detto del Naldi, Sonate 1–8 - Gabriele Cassone, trompette ; Antonio Frige, orgue (1990, Nuova Era 6832) (OCLC 704517864)
- Girolamo Fantini, Quanto Musicalmente in Organo, con Tromba Sordina, col Cimbalo, e ogn’altro istrumento - Igino Conforzi (trompettes baroques),  Claudio Brizi (orgue), Nicholas Robinson (violon), Andrea Damiani (guitare baroque), Marco Pesci (théorbe), Rinaldo Alessandrini (clavecin), Ensemble à vents Tibicines : Marco Nesi, Andrea Di Mario... (trompettes) (9-10/15 juin/7-8 juillet 1992, Quadrivium SCA 030)[26],[27] (OCLC 31294747)
- Con Voce Festiva, (Girolamo Fantini : Sonata detta del Monte, Balletto detto del Velzer, Balletto detto il Luanti, Brando detto il Ruccellai, Balletto detto il Luanti, Saltarello Detto Del Naldi) - Thomas Sheibels, trompette (2003, Cavalli 319) (OCLC 56221710)
- Italian Baroque Trumpet Music, (Girolamo Fantini : Balletto detto lo Squilletti, Brando del l’Albizi, Saltarello detto del Naldi, Sonata a due Tromba detta del Gucciardini) - Stephen Keavy et Crispian Steele-Perkins, trompettes (24-26 mars 1987, Hyperion Records CDA66255 / CDH55192) (OCLC 20574904)
- Al suon di bellico strumento, (Girolamo Fantini : Balletto detto il lunati, Balletto detto dello Spada, Sarabanda detta del Zozzi, Prima sonata di tromba, et organo insieme detta del colloreto, Sonata di risposte detta la salviati, Prima imperiale per sonare in concerto) - Ensemble Girolamo Fantini (2017, Filibusta Records) — avec des œuvres de Jean-Joseph Mouret, Michel Richard de Delalande, Pietro Torri, Joseph Danican Philidor, Alessandro Poglietti et des pièces anonymes.

### Ouvrages anciens
- (la) Marin Mersenne, Harmonicorum Libri, Paris, sumptibus G. Baudry, 1636, 184 p. (BNF 30932206, lire en ligne), p. 109.
- Marin Mersenne, Harmonie universelle, Paris, S. Cramoisy, 1636, 800 p. (BNF 30932210, lire en ligne), « Traité des instruments, Livre Cinquième, des Instrumens a vent », p. 260.
- François-Joseph Fétis, Biographie universelle des musiciens et bibliographie générale de la musique, Paris, Firmin-Didot, 1866–1868, 522 p. (OCLC 614247299, lire en ligne), « Fantini (Jérome) », p. 181.

### Études sur la méthode
- (it + en) Girolamo Fantini et Igino Conforzi (éd.), Modo per imparare a sonare di Tromba (1638), Bologne, Editions Ut-Orpheus, coll. « Tibicines: musiche per ottoni » (no 1), 1998, 104 p. (ISBN 0914282107, OCLC 67432324, présentation en ligne)
- (pt) Flávio Fernando Boni, Girolamo Fantini: "Modo per imparare a sonare di tromba" (1638) : Tradução, comentários e aplicação à prática do trompete natural, Campinas, université d'État de Campinas : instituto de artes mestrado em música, 2008, 158 p. (lire en ligne [PDF])Bibliographie en page 87 et fac Similé du Modo per imparare a sonare di tromba en annexe.

### Articles
- (en) Edward H. Tarr, The New Grove Dictionary of Music and Musicians : Fantini, Girolamo, Londres, Macmillan, (édité par stanley sadie) seconde édition, 29 vols. 2001, 25000 p. (ISBN 9780195170672, lire en ligne)
- (en) Anthony Baines, « The Evolution of Trumpet Music up to Fantini », Proceedings of the Royal Musical Association (PRMA), vol. 101, no 1,‎ janvier 1974, p. 1–9 (ISSN 0080-4452, OCLC 4641320531, BNF 34505428)
- (en) Igino Conforzi, « Girolamo Fantini, Monarch of the Trumpet : Recent Additions to his Biography », Historic Brass Society Journal (HBSJ), New York, vol. 5,‎ 1993, p. 159–173 (ISSN 1045-4616, lire en ligne [PDF])[28]
- (en) Igino Conforzi, « Girolamo Fantini, Monarch of the Trumpet : New Light on his Works », Historic Brass Society Journal (HBSJ), New York, vol. 6,‎ 1994, p. 32-59 (ISSN 1045-4616, lire en ligne [PDF])
- (en) Peter Downey, « Fantini and Mersenne : Some additions to recent controversies », Historic Brass Society Journal (HBSJ), New York,‎ 1994, p. 355–362 (ISSN 1045-4616, lire en ligne [PDF])
- (de) Hermann Ludwig Eichborn, Das Alte Clarinblasen Auf Trompeten, Leipzig, Breitkopf & Härtel, 1894, 50 p. (OCLC 891133, lire en ligne), p. 19
- (de) Hermann Ludwig Eichborn, « Girolamo Fantini, ein Virtuos des 17. Jahrhunderts und seine Trompeten-Schule », MMg, vol. 22,‎ 1890, p. 113–138Rééd. coll. « Kölner Musikbeiträge » (no 6), Cologne, Haas, 1998 (OCLC 246842619),  (ISBN 3928453084)
- (de) Edward H. Tarr, Monteverdi, Bach und die Trompetenmusik ihrer Zeit (dans Bericht über den internationalen musikwissenschaftlichen Kongress [Bonn 1970], Cassel, Dahlhaus and others, 1972 (OCLC 611052780), p. 592-596

### Consultés
- (en) Gabriele Cassone, The Trumpet Book, Varese, Zecchini, coll. « Expression of music » (no 1), 2009 ((it) 2002), 335 p. (ISBN 8887203806, OCLC 554109420, lire en ligne), The Natural trumpet, p. 103–140
- (en) Anthony Baines, Brass Instruments : Their History and Development, New York, Scribner, 1976, 298 p. (ISBN 0684152290, OCLC 3795926, lire en ligne), Natural trumpet, chap. 5, p. 120–145
- (en) Shelby Allen Lewis, Fantini and frescobaldi in Rome, circa 1634 : a study of context and practice, Bâton-Rouge, Louisiana State University (The College of Music and Dramatic Arts), 2015, 70 + annexes 30 (lire en ligne)

### Note discographique
- (en) Igino Conforzi, « Quanto Musicalmente in Organo, con Tromba Sordina... (Ensemble à vents Tibicines) », p. 5, Quadrivium (SCA 030), 1992 .
- (fr) Igino Conforzi, « Battalia! Baroque Battle Music for Trumpet Consort (Ens. Tibicines) », p. 13–14, SACD Arts Recordings 47666-8, 2001 .

## Liens contextuels
- Trompette naturelle
- Heinrich Lübeck (manuscrit, 1598)
- Magnus Thomsen (manuscrit, 1612)
- Cesare Bendinelli, publication 1614 : « di tutta l’Arte della Trombetta ».
- Pavel Josef Vejvanovský
- Girolamo Frescobaldi